# Dodici volte domani
Dodici volte domani è un'antologia italiana di racconti di Isaac Asimov, edita dalla Casa Editrice La Tribuna (CELT) nella collana Science Fiction Book Club con la traduzione di Roberta Rambelli. Contiene racconti già presenti nelle raccolte La Terra è abbastanza grande, Nine Tomorrows, Il secondo libro dei robot, ma soprattutto nella Antologia personale.

## Racconti
- Introduzione
- Presentazione
- Il piccolo bardo (Someday, 1956) (noto anche come Un giorno...)
- Gli avvoltoi sensibili (The Gentles Vultures, 1957) (noto anche come I nobili avvoltoi)
- Qui non c'è nessuno (Nobody Here But…, 1953) (noto anche come Junior)
- Playboy e il dio bavoso (What is this thing called love? (Playboy and The Slime God), 1961) (noto anche come Playboy e il dio limaccioso, ovvero Cos'è questa cosa che chiamiamo amore?)
- Sally (Sally, 1953)
- Se saremo uniti (Let's Get Together, 1957)
- In una buona causa (In a Good Cause…, 1951) (noto anche come Per una buona causa)
- Fino alla quarta generazione (Unto The Fourth Generation, 1959)
- Cultura batterica (Breeds There a Man...?, 1951) (noto anche come Coltura microbica)
- Il signor E SE (What If…, 1952) (noto anche come E se...?)
- Lenny (Lenny, 1958)
- È una bellissima giornata (It's Such a Beautiful Day 1954) (noto anche come Una così bella giornata)

## Edizioni
- Isaac Asimov, Dodici volte domani, traduzione di Roberta Rambelli, Science Fiction Book Club 3 I serie [4], Casa Editrice La Tribuna, 1964,  p. 425.